# Ophiomyia akbari
Ophiomyia akbari är en tvåvingeart som först beskrevs av Singh och Ipe 1971.  Ophiomyia akbari ingår i släktet Ophiomyia och familjen minerarflugor. Inga underarter finns listade i Catalogue of Life.